# جان فریزر (بازیکن فوتبال کانادایی)
جان فریزر (انگلیسی: John Fraser; ۱۹ دسامبر ۱۸۸۱ – ۸ مهٔ ۱۹۵۹) بازیکن فوتبال اهل کانادا بود.
وی به‌همراه باشگاه فوتبال گالت به قهرمانی بازی‌های المپیک تابستانی ۱۹۰۴ دست پیدا کرده‌است.